# Dame Portugaise
Dame Portugaise eller Senhora Philippa, död efter 1634, var en afrikansk affärsidkare. 
Hon var euroafrikan och troligen dotter till en portugis och en afrikansk kvinna. Hon var etablerad som slavhandlare och köpman i Rufisque, en av de äldsta europeiska handelsposterna i Afrika. Eftersom hon hade kontakter med både portugiserna och de inhemska härskarna i regionen, kunde hon agera mellanhand mellan dem i deras affärstransaktioner, något som också gav henne potentiellt diplomatiskt och politiskt inflytande. Hon fick en mäktig ställning och uppges genom denna position kontrollera hela handelsutbytet mellan samtliga européer och den inhemska regionen. 
Dame Portugaise var det kanske första exemplet på de många euroafrikanska affärskvinnor som kom att spela en stor roll som mellanhänder mellan européer och afrikaner inom handeln och diplomati fram till den europeiska kolonisationen i slutet av 1800-talet. Dessa kvinnor var vanliga och kallades senora i Gambia, nhara i portugisiska Afrika och signares i Senegal, efter portugisiskans senhora. Efter henne kom bland andra Senhora Catti, som 1685 var mellanhand för kungen ('Damel') i Wolofstaten Cayer, Marie Mar, som 1682 var berömd för sin assistans till skeppsbrutna europeiska sjömän, och framför allt Bibiana Vaz.   Hon ska inte förväxlas med en annan kvinna som också kallades "Portugaise", och som 1669 omtalades med samma ställning i Guinea som hon tidigare hade.